# مایکل دی فرید
مایکل دی فرید (انگلیسی: Michael D. Fried؛ زادهٔ ۲۵ سپتامبر ۱۹۴۲) دانشمند در زمینه ریاضیات اهل ایالات متحده آمریکا است.
وی همچنین برندهٔ جوایزی همچون برنامه فولبرایت شده‌است.